# Helicogonium hyphodisci
Helicogonium hyphodisci är en svampart som beskrevs av Baral & G. Marson 1999. Helicogonium hyphodisci ingår i släktet Helicogonium och familjen Endomycetaceae.   Inga underarter finns listade i Catalogue of Life.